# Plamen Venelinov Nikolov
Plamen Venelinov Nikolov (in bulgaro Пламен Венелинов Николов?; Pleven, 12 giugno 1985) è un ex calciatore bulgaro, di ruolo difensore.

## Palmarès
- Campionato bulgaro: 1

Liteks Loveč: 2009-2010